# Projection affine
Pour les articles homonymes, voir Projection.
En géométrie affine, une projection affine est une application ponctuelle de l'espace dans un sous-espace, dans laquelle un point et son image sont dans une direction fixe appelée direction de la projection.

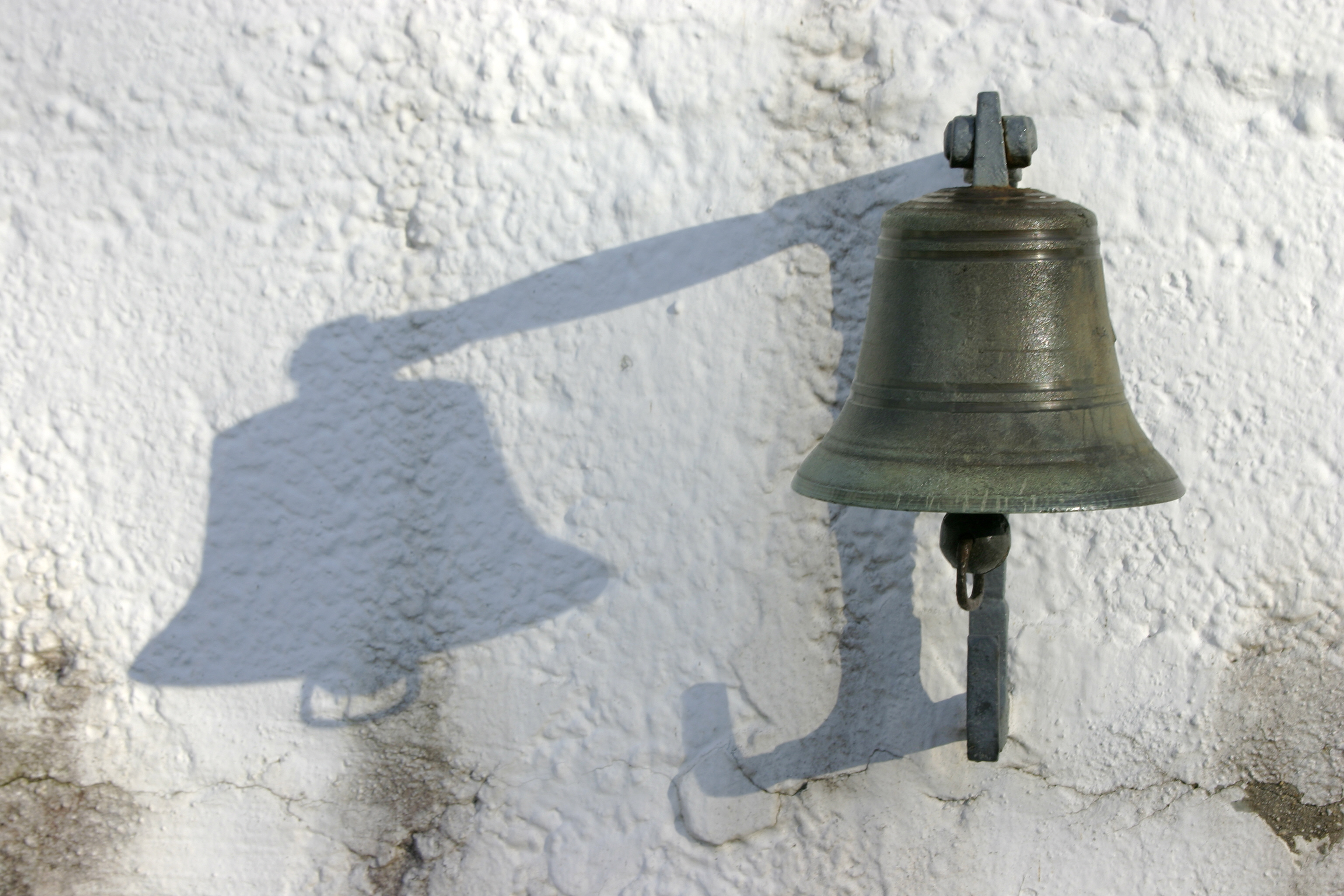
Exemple de projection : l'ombre de la cloche est l'image de la cloche projetée sur le mur selon la direction des rayons de soleil

Ainsi l'ombre, portée par le soleil, sur une surface plane, des objets de l'espace est, en première approximation, une projection de l'espace sur un plan selon la direction des rayons du soleil.
Les projections affines sont utiles dans la construction de repère du plan ou de l'espace. Elles interviennent aussi dans la construction des affinités. Elles sont utilisées dans certaines représentations en deux dimensions d'objets en trois dimensions. On parle alors de perspective axonométrique.
Dans un espace euclidien, quand la direction de la projection est orthogonale au sous-espace sur lequel on projette, on parle de projection orthogonale. Lorsque la direction n'est pas fixe mais qu'il existe un point fixe tel qu'un point et son image soient toujours alignés avec le point fixe, il ne s'agit pas d'une projection affine mais d'une projection centrale.

## Projection en géométrie plane

### Présentation

Points A_{1}, A, B, G et leur projetés A'_{1}, A', B', G' sur la droite D selon la direction Δ

En géométrie plane, on considère une droite D du plan et une direction Δ non parallèle à D. La projection sur la droite D selon la direction Δ transforme le point A en un point A' tel que
- A' est sur la droite parallèle à Δ passant par A
- A' est sur la droite D

Les deux droites précédentes étant non parallèles, elles se rencontrent un point unique ce qui garantit l'existence et l'unicité de A' lorsqu'un point A est donné.
On remarque que, si A appartient à la droite D, il est son propre projeté. Enfin, tout point A' situé sur D est le projeté d'une infinité de points : tous les points situés sur la droite passant par A' et parallèle à Δ se projettent sur A'. Ainsi, la projection n'est pas injective et n'est donc pas une bijection.
La projection est une application affine. Cela signifie que la projection conserve les barycentres : si A et B sont deux points et si a et b sont deux réels tels que a + b soit non nul et si G est le barycentre des points A et B affectés des coefficients a et b, le projeté du point G est encore le barycentre des projetés de A et de B affectés des mêmes coefficients a et b.
En particulier, si A, B et C sont trois points alignés et si A', B' et C' sont leurs projetés, alors la projection conserve les rapports de mesures algébriques :
{\displaystyle {\frac {\overline {AB}}{\overline {AC}}}={\frac {\overline {A'B'}}{\overline {A'C'}}}}
Cette propriété est à rapprocher de la propriété de Thalès.
À l'application affine est associée une application linéaire sur les vecteurs du plan {\displaystyle {\vec {p}}} : {\displaystyle {\vec {p}}({\overrightarrow {AB}})={\overrightarrow {A'B'}}}
{\displaystyle {\vec {p}}({\overrightarrow {AB}}+{\overrightarrow {AC}})={\vec {p}}({\overrightarrow {AB}})+{\vec {p}}({\overrightarrow {AC}})}
et si k est un scalaire, alors
{\displaystyle {\vec {p}}(k{\overrightarrow {AB}})=k{\vec {p}}({\overrightarrow {AB}})}.
Cette application linéaire est une projection vectorielle.

### Projections et coordonnées cartésiennes
Les droites D et Δ se coupent en O. Alors, soient A' le projeté de A sur D parallèlement à Δ,
et A'' le projeté de A sur Δ parallèlement à D. Alors :
{\displaystyle {\overrightarrow {OA}}={\overrightarrow {OA'}}+{\overline {OA''}}}
Si u est un vecteur directeur de D et v un vecteur directeur de Δ, (0,u,v) est un repère affine du plan. Si les coordonnées de A dans ce repère sont (x,y), alors :
{\displaystyle {\overrightarrow {OA'}}=x\cdot u\ ;\ \ {\overrightarrow {OA''}}=y\cdot v.}

### Projection parallèlement à une droite engéométrie analytique
Soit {\displaystyle {\vec {u}}} un vecteur directeur de Δ de composantes (xu , yu ). Soit
a·x + b·y + c = 0
l'équation de D. Soit le point A de coordonnées (xA , yA ) et son projeté A' de coordonnées (xA' , yA' ).
Comme (AA' ) est parallèle à Δ, il existe un scalaire k tel que
{\displaystyle {\overrightarrow {AA'}}=k\cdot {\vec {u}}}
soit
{\displaystyle \left\{{\begin{matrix}x_{A'}-x_{A}=k\cdot x_{u}\\y_{A'}-y_{A}=k\cdot y_{u}\end{matrix}}\right.}
Par ailleurs, A' est sur D, ce qui signifie que
a·xA'  + b·yA'  + c = 0
on obtient donc
a·(k·xu  + xA ) + b·(k·yu  + yA ) + c = 0
d'où
{\displaystyle k=-{\frac {a\cdot x_{A}+b\cdot y_{A}+c}{a\cdot x_{u}+b\cdot y_{u}}}}
(a·xu  + b·yu  est non nul puisque {\displaystyle {\vec {u}}} n'est pas colinéaire à D) d'où
{\displaystyle \left\{{\begin{matrix}x_{A'}=-{\frac {a\cdot x_{A}+b\cdot y_{A}+c}{a\cdot x_{u}+b\cdot y_{u}}}\cdot x_{u}+x_{A}\\y_{A'}=-{\frac {a\cdot x_{A}+b\cdot y_{A}+c}{a\cdot x_{u}+b\cdot y_{u}}}\cdot y_{u}+y_{A}\end{matrix}}\right.}
soit
{\displaystyle \left\{{\begin{matrix}x_{A'}={\frac {b\cdot (x_{A}y_{u}-y_{A}x_{u})-c\cdot x_{u}}{a\cdot x_{u}+b\cdot y_{u}}}\\y_{A'}={\frac {a\cdot (y_{A}x_{u}-x_{A}y_{u})-c\cdot y_{u}}{a\cdot x_{u}+b\cdot y_{u}}}\end{matrix}}\right.}

## Projection en géométrie dans l'espace

### Projection sur un plan parallèlement à une droite

#### Présentation

Projection d'un cube sur un plan parallèlement à une droite

Dans l'espace, nous considérons un plan Π et une droite Δ non parallèle à Π. La projection sur le plan Π selon la direction Δ transforme le point A en un point A' tel que
- A' appartient au plan Π ;
- A' est sur la droite parallèle à Δ passant par A

Le plan et la droite étant non parallèles, ils se coupent en un point unique, ce qui garantit l'existence et l'unicité de A' lorsqu'un point A est donné.
Si Δ est perpendiculaire à Π, alors la projection est dite orthogonale.
On retrouve les mêmes propriétés que dans la projection précédente : si A appartient au plan, A est son propre projeté. Tout point A' du plan est le projeté d'une infinité de points situés sur la droite passant par A' et parallèle à Δ
La projection est une application affine, qui conserve les barycentres et le parallélisme. C'est-à-dire que deux droites parallèles se projettent ou bien selon deux points, ou bien selon deux droites également parallèles. Ce type de projection permet les représentations planes d'objets dans l'espace sous forme de perspectives axonométriques comme la perspective cavalière.
Comme pour toute application affine, la propriété de Thalès est encore vérifiée :
si A, B et C sont trois points alignés et si A', B' et C' sont leurs projetés, alors
{\displaystyle {\frac {\overline {AB}}{\overline {AC}}}={\frac {\overline {A'B'}}{\overline {A'C'}}},}
c'est-à-dire qu'il existe un scalaire {\displaystyle \lambda } vérifiant à la fois
{\displaystyle {\overrightarrow {AB}}=\lambda ~{\overrightarrow {AC}}\quad {\text{et}}\quad {\overrightarrow {A'B'}}=\lambda ~{\overrightarrow {A'C'}}.}
En effet, à l'application affine est associée une application linéaire sur les vecteurs de l'espace, qui envoie {\displaystyle {\overrightarrow {AC}}} sur {\displaystyle {\overrightarrow {A'C'}}} et {\displaystyle {\overrightarrow {AB}}} sur {\displaystyle {\overrightarrow {A'B'}}}.
L'application linéaire associée à une projection affine est une projection vectorielle.

#### Expression analytique
Soit {\displaystyle {\vec {u}}} un vecteur directeur de Δ de composantes (xu , yu , zu ). Soit
a·x + b·y + c·z + d = 0
l'équation de Π. Soit le point A de coordonnées (xA , yA , zA ) et son projeté A' de coordonnées (xA' , yA' , zA' ).
Comme (AA' ) est parallèle à Δ, il existe un scalaire k tel que
{\displaystyle {\overrightarrow {AA'}}=k\cdot {\vec {u}}}
soit
{\displaystyle \left\{{\begin{matrix}x_{A'}-x_{A}=k\cdot x_{u}\\y_{A'}-y_{A}=k\cdot y_{u}\\z_{A'}-z_{A}=k\cdot z_{u}\\\end{matrix}}\right.}
Par ailleurs, A' est sur Π, ce qui signifie que
a·xA'  + b·yA'  + c·zA'  + d = 0
On voit que d'un point de vue analytique, le problème est très similaire au précédent. On a un système de quatre équations à quatre inconnues xA' , yA' , zA'  et k. On obtient :
{\displaystyle \left\{{\begin{matrix}x_{A'}={\frac {b\cdot (x_{A}y_{u}-y_{A}x_{u})+c\cdot (x_{A}z_{u}-z_{A}x_{u})-d\cdot x_{u}}{a\cdot x_{u}+b\cdot y_{u}+c\cdot z_{u}}}\\y_{A'}={\frac {a\cdot (y_{A}x_{u}-x_{A}y_{u})+c\cdot (y_{A}z_{u}-z_{A}y_{u})-d\cdot y_{u}}{a\cdot x_{u}+b\cdot y_{u}+c\cdot z_{u}}}\\z_{A'}={\frac {a\cdot (z_{A}x_{u}-x_{A}z_{u})+b\cdot (z_{A}y_{u}-y_{A}z_{u})-d\cdot z_{u}}{a\cdot x_{u}+b\cdot y_{u}+c\cdot z_{u}}}\\\end{matrix}}\right.}
Dans le cas d'une projection orthogonale et si le repère est orthonormal, on peut choisir xu  = a, yu  = b et zu  = c, soit
{\displaystyle \left\{{\begin{matrix}x_{A'}={\frac {(b^{2}+c^{2})\cdot x_{A}-ab\cdot y_{A}-ac\cdot z_{A}-d\cdot a}{a^{2}+b^{2}+c^{2}}}\\y_{A'}={\frac {-ab\cdot x_{A}+(a^{2}+c^{2})\cdot y_{A}-bc\cdot z_{A}-d\cdot b}{a^{2}+b^{2}+c^{2}}}\\z_{A'}={\frac {-ac\cdot x_{A}-bc\cdot y_{A}+(a^{2}+b^{2})\cdot z_{A}-d\cdot c}{a^{2}+b^{2}+c^{2}}}\\\end{matrix}}\right.}
Si l'on décide arbitrairement que Π contient l'origine (d = 0) et que a² + b² + c² = 1, alors on a
{\displaystyle \left\{{\begin{matrix}x_{A'}=(b^{2}+c^{2})\cdot x_{A}-ab\cdot y_{A}-ac\cdot z_{A}\\y_{A'}=-ab\cdot x_{A}+(a^{2}+c^{2})\cdot y_{A}-bc\cdot z_{A}\\z_{A'}=-ac\cdot x_{A}-bc\cdot y_{A}+(a^{2}+b^{2})\cdot z_{A}\\\end{matrix}}\right.}
Dans le cas de la perspective isométrique, on choisit |a| = |b| = |c| = 1/√3. Par exemple, si on choisit les trois valeurs positives, on a
{\displaystyle \left\{{\begin{matrix}x_{A'}=2/3\cdot x_{A}-1/3\cdot y_{A}-1/3\cdot z_{A}\\y_{A'}=-1/3\cdot x_{A}+2/3\cdot y_{A}-1/3\cdot z_{A}\\z_{A'}=-1/3\cdot x_{A}-1/3\cdot y_{A}+2/3\cdot z_{A}\\\end{matrix}}\right.}

### Projection sur une droite parallèlement à un plan

Projection sur une droite parallèlement au plan de base. Tous les points de la face inférieure du cube se projettent en A et tous les points de la face supérieure se projettent en B

Avec les mêmes notations que ci-dessus, on peut définir la projection sur Δ parallèlement à Π : elle transforme le point A en un point A' tel que
- A' est sur Δ ;
- A' appartient au plan parallèle à Π passant par A

Comme précédemment, le fait que la droite et le plan ne soient pas parallèles permet de dire qu'ils se coupent en un point et garantit l'existence et l'unicité de A' lorsqu'un point A est donné. Si Δ est perpendiculaire à Π, alors la projection est dite orthogonale.
On retrouve les mêmes propriétés que dans la projection précédente : si A appartient à la droite, A est son propre projeté. Tout point A' de la droite est le projeté d'une infinité de points situés dans le plan passant par A' et parallèle à Π.
C'est toujours une application affine donc l'application linéaire associée est une projection vectorielle, elle a donc les propriétés énoncées ci-dessus.

### Projections et coordonnées cartésiennes
Considérons trois droites D1 de vecteur directeur u1, D2 de vecteur directeur u2 et D3 de vecteur directeur u3, non coplanaires et concourantes en un point O.
Pour un point de l'espace A, on appelle :
- A1 le projeté de A sur D1 parallèlement au plan (D2, D3) ;
- A2 le projeté de A sur D2 parallèlement au plan (D3, D1) ;
- A3 le projeté de A sur D3 parallèlement au plan (D1, D2).

Alors :
{\displaystyle {\overrightarrow {OA}}={\overrightarrow {OA_{1}}}+{\overrightarrow {OA_{2}}}+{\overrightarrow {OA_{3}}}}
et si A a pour coordonnées (x,y,z) dans le repère (0,u1,u2,u3), alors
{\displaystyle {\overrightarrow {OA_{1}}}=x\cdot u_{1}\ ;\ \ {\overrightarrow {OA_{2}}}=y\cdot u_{2}\ ;\ \ {\overrightarrow {OA_{3}}}=z\cdot u_{3}.}

## Définition générale
Dans un espace affine quelconque, on considère un sous-espace affine {\displaystyle F_{1}} de direction {\displaystyle V_{1}} et un supplémentaire {\displaystyle V_{2}} de {\displaystyle V_{1}}, on appelle projection sur {\displaystyle F_{1}} selon la direction {\displaystyle V_{2}}, l'application qui transforme tout point A en le point A' vérifiant
- A' appartient à {\displaystyle F_{1}}
- A' appartient au sous-espace {\displaystyle A+V_{2}} (passant par A et de direction {\displaystyle V_{2}}).

Le fait que leurs directions soient supplémentaires assure que les deux sous-espaces {\displaystyle F_{1}} et {\displaystyle A+V_{2}} n'ont qu'un seul point en commun.
On démontre que cette projection {\displaystyle p} est une application affine, dont l'application linéaire associée est la projection {\displaystyle {\vec {p}}} sur {\displaystyle V_{1}} de direction {\displaystyle V_{2}=\ker({\vec {p}})}, et dont l'ensemble des points fixes est {\displaystyle F_{1}=p(E)}. Réciproquement, toute application affine dont l'application linéaire associée est une projection et qui possède des points fixes est une projection affine.
Toute projection affine {\displaystyle p} est idempotente, c'est-à-dire que {\displaystyle p\circ p=p}. Réciproquement, toute application affine idempotente est une projection affine.